# Raniele
Raniele Almeida Melo (ur. 31 grudnia 1996 w Baixa Grande) – brazylijski piłkarz występujący na pozycji defensywnego lub środkowego pomocnika lub środkowego obrońcy, od 2024 roku zawodnik Corinthians.